# Плакмайн (Луїзіана)
Плакмайн (англ. Plaquemine) — місто (англ. city) в США, в окрузі Ібервіль штату Луїзіана. Населення — 6269 осіб (2020).

## Географія
Плакмайн розташований за координатами 30°16′59″ пн. ш. 91°14′38″ зх. д. / 30.28306° пн. ш. 91.24389° зх. д. (30.283156, -91.243812).  За даними Бюро перепису населення США в 2010 році місто мало площу 7,78 км², з яких 7,57 км² — суходіл та 0,21 км² — водойми.

## Демографія
Згідно з переписом 2010 року, у місті мешкало 7119 осіб у 2706 домогосподарствах у складі 1816 родин. Густота населення становила 915 осіб/км².  Було 2995 помешкань (385/км²).
Расовий склад населення:
| - 51,0 % — чорних або афроамериканців - 46,7 % — білих - 0,4 % — азіатів - 0,2 % — корінних американців - 1,0 % — осіб інших рас |

До двох чи більше рас належало 0,7 %. Частка іспаномовних становила 2,4 % від усіх жителів.
За віковим діапазоном населення розподілялося таким чином: 26,1 % — особи молодші 18 років, 59,1 % — особи у віці 18—64 років, 14,8 % — особи у віці 65 років та старші. Медіана віку мешканця становила 36,6 року. На 100 осіб жіночої статі у місті припадало 92,5 чоловіків;  на 100 жінок у віці від 18 років та старших — 87,9 чоловіків також старших 18 років.
Середній дохід на одне домашнє господарство  становив 61 085 доларів США (медіана — 41 447), а середній дохід на одну сім'ю — 70 914 долари (медіана — 51 232). Медіана доходів становила 41 033 долари для чоловіків та 35 476 доларів для жінок. За межею бідності перебувало 22,6 % осіб, у тому числі 34,2 % дітей у віці до 18 років та 22,2 % осіб у віці 65 років та старших.
Цивільне працевлаштоване населення становило 3096 осіб. Основні галузі зайнятості: освіта, охорона здоров'я та соціальна допомога — 25,1 %, виробництво — 13,6 %, мистецтво, розваги та відпочинок — 11,3 %, будівництво — 10,2 %.